# Lamb (группа)
Lamb (Лэмб, в переводе с англ. — «агнец») — британский музыкальный дуэт, состоящий из продюсера Энди Барлоу и вокалистки и автора песен Луизы Роудс, образованный в Манчестере в 1994 году. Музыка Lamb относится к стилю, который называют «бристольский саунд» или трип-хоп, с сильным уклоном в драм-н-бейс. Наибольшего успеха группа добилась с синглами Górecki и Gabriel.

## История
Группа была основана Барлоу и Роудс, но позже к ним присоединились басист Джон Торн (John Thorne), гитарист Оддур Мар Рюннарсон (исл. Oddur Mar Runnarson) и ударник Николай Бьерре (дат. Nikolaj Bjerre). К сотрудничеству часто приглашались лондонское струнное трио Chi 2 Strings и трубач Кевин Дейви (Kevin Davy).
Первый альбом группы, эпонимичный Lamb, вышел в сентябре 1996 года. За ним, в следующие восемь лет, последовали еще три полноформатных альбома, множество синглов, и, как завершение, сборник хитов Best Kept Secrets, изданный в июне 2004. Несмотря на удачный дебют и хорошие отзывы критиков, Lamb так и не получили широкой известности за пределами Великобритании, и к 2000-м годам выступали с концертами лишь изредка. В конце 2004 года Барлоу и Роудс заявили о распаде проекта и занялись сольными карьерами.
Во время перерыва участники коллектива работали над различными сольными проектами. Роудс выпустила свой дебютный сольный альбом Beloved One на её собственном лейбле Infinite Bloom в 2006 году, в то время как Барлоу работал над проектом под названием Hoof (вместе с Рюннарсоном). Hoof выступали вживую несколько раз, но студийный альбом до сих пор не выпущен. Барлоу также работал над другим проектом под названием «Luna Seeds» с вокалистом и автором песен Carrie Tree.

## Воссоединение
В феврале 2009 года, организаторы музыкального фестиваля Big Chill объявили, что Lamb соберется вновь для выступления в августе 2009 года. Группа впоследствии объявила о еще двух выступления, в Cactus Festival и Beautiful Days Festival. Заявлений о том, что выступления были разовыми или, наоборот, группа готовит новый материал не были сделаны.
В мае 2009 года Lamb объявляет о турне 2009 года, а также о планах выпуска Live CD/DVD альбома, записанного в Амстердаме в 2004 году.
Энди Барлоу 3 января 2010 заявил во время шоу в Австралии, что это был их «последний концерт когда-либо, но кто знает…». Позже, 7 января, Энди через официальную страницу группы в Facebook написал: «У меня есть стойкое ощущение, что будут новые выступления Lamb. Группа еще не достигла своего финала».
В декабре 2010 года Lamb объявляет о начале записи своего пятого альбома, под названием «5». Альбом был записан при поддержке фанатов: при предзаказе через сайт каждый получал один из вручную пронумерованных 2800 экземпляров специального издания. Также имена жертвователей были перечислены на специальном буклете. Этот альбом был выпущен 5 мая 2011 года на лейбле Strata Music, обычная версия вышла 9 июня.

## Дискография

### Альбомы
- Lamb (1996)
- Fear of Fours (1999)
- What Sound (2001)
- Between Darkness and Wonder (2003)
- 5 (2011)
- Backspace Unwind (2014)
- The Secret of Letting Go (26 апреля 2019)

### Сборники
- Back To Mine: Lamb (сборник композиций других исполнителей, 2004)
- Best Kept Secrets: The Best of Lamb 1996-2004 (сборник, 2004)
- Remixed (сборник ремиксов, 2 LP, Mercury, 1 августа 2005)

### Синглы

#### С альбомаLamb
- Cotton Wool (1996)
- Gold (1996)
- God Bless (1996)
- Górecki (1997)

#### С альбомаFear of Fours
- B Line (1999)
- All in Your Hands (1999)
- Softly (1999)

#### С альбомаWhat Sound
- Gabriel (2001)
- Sweet (2002)

#### С альбомаBetween Darkness and Wonder
- Wonder (2004)

#### С альбома5
- Build a Fire (2011)